# National Coloured Congress
Der National Coloured Congress (NCC, „Nationaler Kongress der Farbigen“), bis 2023 Cape Coloured Congress (CCC, „Kongress der Farbigen am Kap“), ist eine regionale politische Partei mit Schwerpunkt in der Provinz Westkap in Südafrika.

## Parteigeschichte
Die Partei wurde 2020 durch Fadiel Adams gegründet. Nach eigenem Bekunden waren die Auseinandersetzungen, die es im Jahr 2018 zwischen den Bewohnern von Mitchells Plain, einer mehrheitlich von Farbigen (Coloureds) bewohnten Vorortsiedlung von Kapstadt, und denen der angrenzenden, mehrheitlich von Xhosa bewohnten irregulären Siedlung Siqalo gegeben hatte, der Auslöser für Adams, sich in die Politik zu begeben. Am 30. April 2018 gründete er die Bewegung Gatvol Capetonians (ungefähr „Schnauze-voll-Kapstädter“), eine Gruppierung, die mit radikalen Parolen von sich reden machte. Die Gruppierung forderte die Unabhängigkeit des Westkaps. Sie wandte sich gegen die Zuwanderung aus anderen südafrikanischen Provinzen. Die einheimische farbige Bevölkerung werde benachteiligt, während die Zuwanderer von sozialen Wohltaten profitierten. Die Farbigen seien „seit den Zeiten der Ankunft Jan van Riebeecks“ am Kap ansässig und hätten damit die älteren Rechte. Die Agitation der Gatvol Capetonians richtete sich vor allem gegen schwarze Zuwanderer, insbesondere aus der Provinz Ostkap. Die Gatvol Capetonians wiesen den Vorwurf des Rassismus zurück und bezichtigten ihrerseits die Behörden und die Regierung des Westkaps des Rassismus, da diese die farbige Bevölkerung diskriminierten.
2020 versuchte Adams die Gatvol Capetonians als politische Partei zu registrieren. Der Parteiname wurde jedoch von der Wahlkommission abgelehnt, da er „gegenüber gewissen Bevölkerungsgruppen beleidigend wirken“ könne. Daher gründete Adams die Partei unter dem Namen Cape Coloured Congress. Bei den Kommunalwahlen in der Provinz Westkap 2021 gewann die neue Partei 51.111 Stimmen (2,80 %) und kam damit auf den fünften Platz (nach DA, ANC, EFF und GOOD). 2023 beschloss die Partei, auch auf nationaler Ebene zu kandidieren und änderte ihren Namen in National Coloured Congress. Bei den allgemeinen Wahlen in Südafrika 2024 gewann die Partei landesweit 37.422 Stimmen (0,23 %) und damit zwei Mandate von 400 in der Nationalversammlung. Eines davon ging an den Parteivorsitzenden Fadiel Adams. Bei der Wahl zum Provinzparlament des Westkaps erhielt sie 46.770 Stimmen (2,38 %) und ein Mandat von 42.